# Henryk Kowalczyk
Henryk Kowalczyk (Strzelin, 12 de julio de 1951 - 20 de enero de 2015) fue un futbolista polaco que jugaba en la demarcación de centrocampista.

## Biografía
En 1975, a mano del entrenador Władysław Jan Żmuda, debutó como futbolista con el Śląsk Wrocław. Un año después de su debut, ganó la Copa de Polonia, jugando en la final contra el Stal Mielec, partido ganado por 2-0. 
En 1977 se hizo con la Ekstraklasa, primer título de liga del club. Siguió en el club hasta 1985, y tras 178 partidos y seis goles, se fue al I KS Ślęza Wrocław, donde se retiró al final de temporada.
Falleció el 20 de enero de 2015 a los 63 años de edad.

## Clubes
| Club               | País    | Año         | Partidos | Goles |
| ------------------ | ------- | ----------- | -------- | ----- |
| Śląsk Wrocław      | Polonia | 1975 - 1985 | 178      | 6     |
| I KS Ślęza Wrocław | Polonia | 1985        |          |       |

## Palmarés

### Campeonatos nacionales
| Título          | Club          | País    | Año  |
| --------------- | ------------- | ------- | ---- |
| Ekstraklasa     | Śląsk Wrocław | Polonia | 1977 |
| Copa de Polonia | Śląsk Wrocław | Polonia | 1976 |